# Alena Bartošíková
Alena Bartošíková (* 20. dubna 1943, Uherské Hradiště) je moravská spisovatelka. Zaměřuje se především na regionální literaturu v oblasti Slovácka.
Napsala 19 knížek, poslední z nich v roce 2021 s názvem Z listů památníku.
Je rovněž autorkou námětu divadelní hry O studánce Ohloběnce (1991) a scénáře vánočního příběhu O kominickém učni a dceři cukráře (ČT Brno, 2007).

## Životopis

### Mládí a studia
Narodila se v Uherském Hradišti. Zpočátku bydlela s rodiči ve Veselí nad Moravou, ale později (bylo jí 6 let) se rodina přestěhovala do Uherského Brodu, kde její otec pracoval jako náčelník železniční stanice. Zde také navštěvovala místní Základní školu (spojenou s Gymnáziem J.A.K.). Po absolvování školy studovala na Ekonomické škole v Uherském Hradišti (nyní Obchodní akademie Uherské Hradiště), kde také úspěšně odmaturovala.[zdroj?]

### Tvorba a práce
V minulosti spolupracovala 10 let s dětským časopisem ABC (mezi lety 1976 – 85). Psala hlavně povídky z prostředí železnice. Dříve spolupracovala i s časopisy Český dialog  (časopis pro krajany v zahraničí), Vídeňskými novinami a s magazínem Kulturbund Weinviertel.[zdroj?]
Od roku 1987 publikuje v národopisném a vlastivědném časopisu Malovaný kraj a od roku 1989 je členkou redakční rady tohoto časopisu. Od října 2011 začala spolupracovat s časopisem Česká řeč (časopis pro krajany v Rijece v Chorvatsku). Nejprve pracovala ve Slováckých strojírnách v Uherském Brodě, poté na Finančním úřadu taktéž v Uherském Brodě.[zdroj?]
V roce 1999, ve věku 56 let, odešla do důchodu.[zdroj?]
V září roku 2000 se zúčastnila festivalu pro děti (Jičín – Město pohádek), kde vyprávěla Večerníčky pro děti.[zdroj?]

### Současnost
V současnosti[kdy?] bydlí stále v Uherském Brodě. Má dva syny a pět vnoučat.[zdroj?]

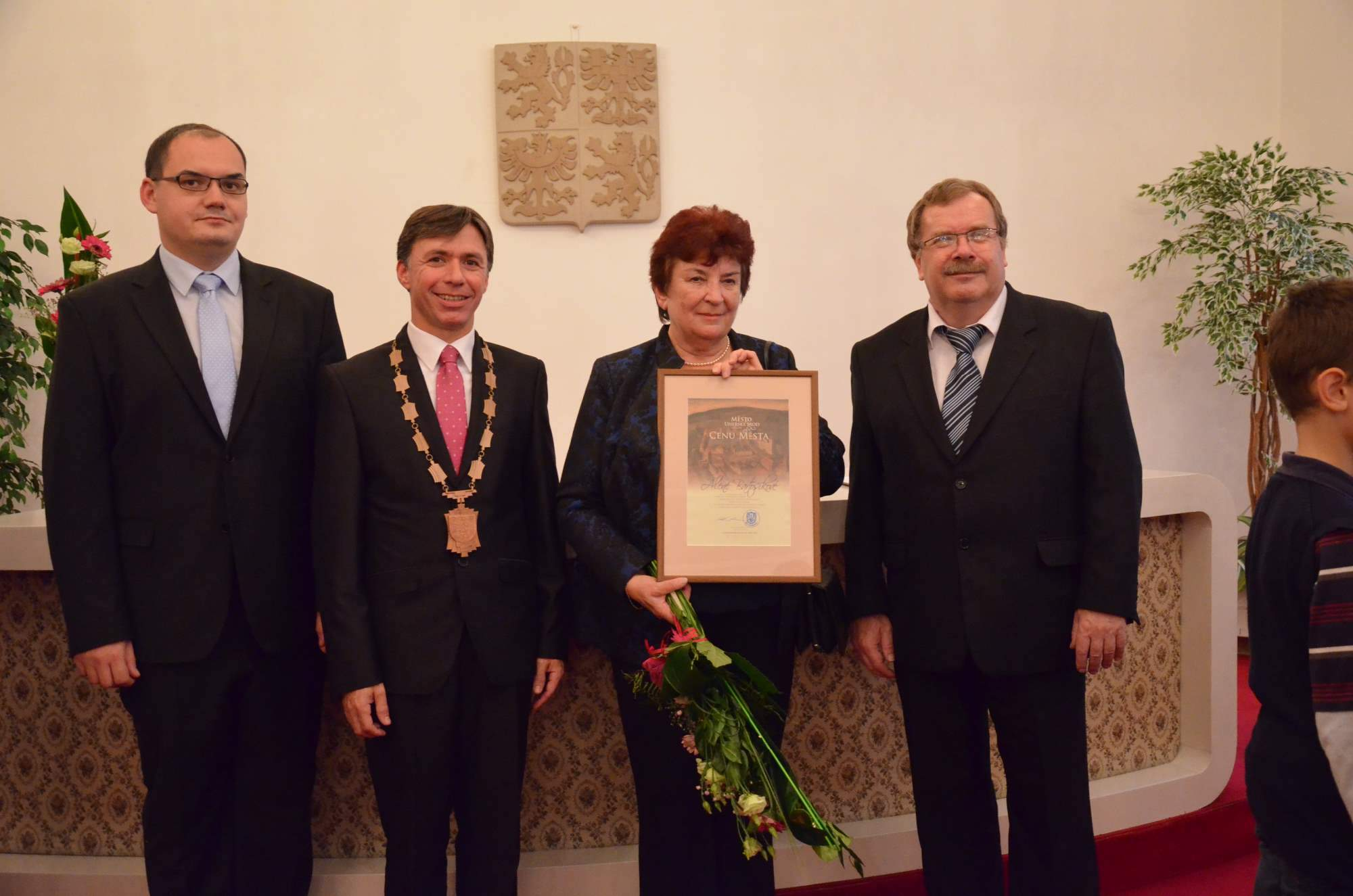
Alena Bartošíková s vedením Města Uherský Brod při slavnostním předávání Ceny města (říjen 2015).

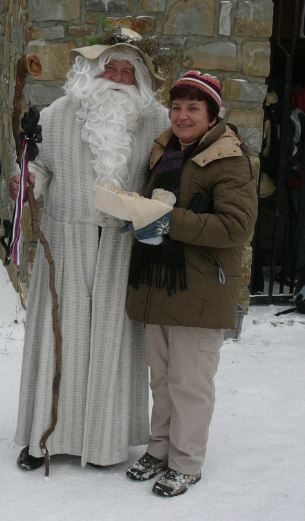
Alena Bartošíková s Karpatem při uzavírání Lopenické rozhledny

## Díla

### Náměty a scénáře
- O studánce Ohloběnce (1991), CD 2006
- O kominickém učni a dceři cukráře (ČT Brno, 2007)

## Ocenění
- 1999 – Zlatá stuha Obce spisovatelů, Brno – za knihu Kde modrý plamének hoří
- 2007 – Cena dospělé poroty za dílo s nejvýraznějším morálním akcentem na 39. Dětském filmovém a televizním festivalu Oty Hofmana konaném v Ostrově u Karlových Varů – za filmový scénář O kominickém učni a dceři cukráře
- 2011 – Čestné občanství města Veselí nad Moravou za dlouhodobou publicitu města a života jeho obyvatel.[5]
- 2015 – Cena města Uherský Brod za celoživotní práci v oblasti literární tvorby, sběratelství lidových zvykosloví, pověstí a pohádek a mimořádný přínos při uchovávání tradic, folkloru, pověstí a balad regionu.[6]
- 2017 – Umístění mezi deseti osobnostmi Zlínského kraje za rok 2016